# Chemin de fer Biasca - Acquarossa
Le chemin de fer Biasca - Acquarossa (BA) est une ligne de chemin de fer à voie métrique de 13,8 km qui fut exploitée entre 1911 et 1973. Elle évoluait dans la valle di Blenio, dans le canton du Tessin, en Suisse. Elle reliait les villes de Biasca et d'Acquarossa.

## Histoire
La ligne de Biasca à Acquarossa a été inaugurée en 1911. Elle était prévue, grâce au soutien des chemins de fer rhétiques, pour être le premier maillon d'une ligne beaucoup plus longue reliant le Tessin à Disentis/Mustér en passant par Olivone. Si la section d'Acquarossa à Olivone a été étudiée, celle d'Olivone à Disentis n'a jamais atteint le stade de projet concret.
En 1914, la faillite de banques et l'éclatement de la Première Guerre mondiale mirent fin aux ambitions de prolonger la ligne. À la place, un service de cars postaux a été instauré pour relier Acquarossa à Olivone. Durant plusieurs années, une fabrique de chocolat locale utilisa la ligne pour transporter ses productions. À la suite de sa fermeture au début des années 1960, la ligne a commencé à péricliter. En parallèle, le trafic routier croissait d'année en année, ce qui mena le canton du Tessin à développer plusieurs projets de routes de contournement de villages qui entraient directement en conflit avec le tracé du chemin de fer. Pour maintenir la ligne, il aurait fallu la déplacer, sans compter les frais de rénovation qui s'annonçaient,. 
La ligne a finalement fermé et les trains furent remplacés par des autobus. Le dernier train a circulé le 29 septembre 1973.

## Matériel roulant ferroviaire
| Matériel roulant | Type et numéros | Nbre | Année de construction | Constructeur(s) | Places assises 1re/2e classe | Remarque(s) | Photo |
| ---------------- | --------------- | ---- | --------------------- | --------------- | ---------------------------- | ----------- | ----- |
| Automotrices     | ABDe 2/4 1-3    | 3    | 1911                  | SWS / BBC       | 8 / 24                       |             |       |
| Automotrices     | ABe 4/4 4-5     | 2    | 1951 / 1963           | SWS / SAAS      | 8 / 48                       |             |       |

## Patrimoine
La ligne Chemin de fer Bellinzone–Mesocco qui appartenait au réseau des Chemins de fer rhétiques RhB, a été transférée en 2003, à l'association SEFT (Società Esercizio Ferroviario Turistico), qui a exploitée une section  entre Castione et Cama, comme ligne touristique, les dimanches d'été et d'automne, jusqu'au 27 octobre 2013. 
La SEFT disposait en plus d'une  BDe 4/4 N°6, de l'automotrice ABe 4/4 N°5 de BA, construit par (Schweizerische Wagonsfabrik Schlieren SA) SWS et SAAS en 1963. Depuis la fin de l'exploitation touristique de la ligne en 2013, l'automotrice était conservée au dépôt de Grono. En 2021, la fermeture de Grono pouvait entraîner la démolition de ce véhicule.
Le musée WAGI à Schlieren l'a repris pour l'exposer dans son nouveau musée.

## Traduction
- (de) Cet article est partiellement ou en totalité issu de l’article de Wikipédia en allemand intitulé « Biasca–Acquarossa-Bahn » (voir la liste des auteurs).